# راد استایگر
رادنی استیون «راد» استایگر (به انگلیسی: Rod Steiger)، زاده ۱۴ آوریل ۱۹۲۵ در نیویورک – درگذشته ۹ ژوئیه ۲۰۰۲ در لس آنجلس) بازیگر آمریکایی بود.
وی نخستین بار در فیلم ترزا (۱۹۵۱) به ایفای نقش پرداخت.

## جوایز[۱]
- برنده جایزه اسکار بهترین بازیگر نقش اول مرد برای فیلم در گرمای شب (۱۹۵۱)
- جشنواره فیلم بریتانیا برای فیلم در گرمای شب (۱۹۵۱)
- جایزه منتقدین نیویورک برای فیلم در گرمای شب (۱۹۵۱)
- نامزد جایزه اسکار بهترین بازیگر نقش مکمل مرد برای فیلم در بارانداز (۱۹۵۴)
- نامزد جایزه اسکار برای فیلم گروبردار (۱۹۶۵)
- جایزه بفتای بهترین بازیگر نقش اول مرد در بیستمین دوره برای فیلم
- جایزه بفتای بهترین بازیگر نقش اول مرد در بیست و یکمین دوره جوایز بفتا برای فیلم در گرمای شب (۱۹۵۱)
- خرس نقره‌ای برای بهترین بازیگر مرد گروبردار (۱۹۶۴)
- بیست و پنجمین مراسم گلدن گلوب
- جایزه حلقه منتقدان فیلم نیویورک برای بهترین بازیگر نقش اول مرد
- جشنواره فیلم تائورمینا
- جایزه بهترین بازیگر نقش اول مرد در جشنواره بین‌المللی فیلم مونترال (۱۹۸۱)
- جایزه بهترین بازیگر مرد خارجی دیوید دی دوناتلو گروهبان (۱۹۶۸)

## گزیده فیلم‌شناسی
- ترزا (۱۹۵۱)
- در بارانداز (۱۹۵۴)
- اکلاهما! (۱۹۵۵)
- هرچه سخت‌تر زمین‌می‌خورند (۱۹۵۶)
- نشان (۱۹۶۱)
- طولانی‌ترین روز (۱۹۶۲)
- دست‌ها روی شهر (۱۹۶۳)
- گروبردار (۱۹۶۴)
- بی‌تفاوت‌ها (۱۹۶۴)
- عزیز (۱۹۶۵)
- دکتر ژیواگو (۱۹۶۵)
- در گرمای شب (۱۹۶۷)
- گروهبان (۱۹۶۸)
- مرد مصور (۱۹۶۹)
- واترلو (۱۹۷۰)
- سرت را بدزد، احمق! (۱۹۷۱)
- لاکی لوچانو (۱۹۷۳)
- آخرین روزهای موسولینی (۱۹۷۴)
- هنسی (۱۹۷۵)
- گناهکاران بی‌گناه (۱۹۷۵)
- گاو آنی و بریتانی کوچک (۱۹۸۰)
- عمر مختار (۱۹۸۱)
- کوه جادو (۱۹۸۲)
- چهره عریان (۱۹۸۴)
- گوتیک آمریکایی (۱۹۸۸)
- مرد ژانویه (۱۹۸۹)
- مردان محترم (۱۹۹۰)
- اعتراف به گناه (۱۹۹۱)
- متخصص (۱۹۹۴)
- آخرین خال‌کوبی (۱۹۹۴)
- هم‌سفری (۱۹۹۶)
- حقیقت یا عواقب، ان.ام. (۱۹۹۷)
- حیوانات (۱۹۹۸)
- توفان (۱۹۹۹)
- دیوانه در آلاباما (۱۹۹۹)
- جسم و روح (۱۹۹۹)
- پایان دوران (۱۹۹۹)
- نشان هالیوود (۲۰۰۱)
- خوره‌های بیلیارد (۲۰۰۲)